# Prasad Raghavendra
Prasad Raghavendra é um matemático indiano, professor da Universidade da Califórnia em Berkeley.
Obteve um doutorado em 2009 na Universidade de Washington, orientado por Venkatesan Guruswami, com a tese Limits to Approximability : Understanding the power of Semideﬁnite Programming.
Foi palestrante convidado do Congresso Internacional de Matemáticos no Rio de Janeiro (2018, com David Steurer: High dimensional estimation via Sum-of-Squares Proofs).